# Electronic Sound
| 전문가 평가                   | 전문가 평가 |
| 평가 점수                     | 평가 점수   |
| 출처                          | 점수        |
| ----------------------------- | ----------- |
| AllMusic                      | [ 3 ]       |
| Encyclopedia of Popular Music | [ 4 ]       |
| Mojo                          | [ 5 ]       |
| MusicHound                    | 1/5         |
| The Rolling Stone Album Guide | [ 7 ]       |
| Uncut                         | [ 8 ]       |

《Electronic Sound》는 영국의 록 음악가 조지 해리슨의 두 번째 스튜디오 음반이다. 1969년 5월 9일에 발매된 이 음반은 아방가르드에 특화된 애플 레코드의 자회사 비틀즈의 단명 재플 레코드 레이블에 발행된 두 개의 LP 중 마지막 음반이었다. 이 음반은 모그 3시리즈 신시사이저에서 공연된 두 개의 긴 곡으로 구성된 실험적인 작품이다. 그것은 록 음악가에 의한 최초의 전자 음악 음반들 중 하나였는데, 모그는 보통 이 기술의 헌신적인 해설자들에 의해 연주되던 시기에 만들어졌다. 해리슨은 이후 비틀즈의 사운드에 모그를 소개했고, 밴드는 1969년 음반 《Abbey Road》에서 처음으로 신시사이저를 선보였다.
해리슨은 1968년 11월 로스앤젤레스에서 애플 레코드 아티스트 재키 로맥스의 세션을 프로듀싱하던 중 이 프로젝트를 시작했다. 〈No Time or Space〉는 미국의 신시사이저 지수와 모그 세일즈맨인 버니 크라우스에 의해 그곳에서 행해진 모그 데모를 편집한 것으로 구성된다. 1969년 2월 자신의 모그 시스템이 영국에 도착하자 해리슨은 서리주에 있는 자신의 집에서 두 번째 작품인 〈Under the Mersey Wall〉을 녹음했다. 크라우스는 나중에 〈No Time or Space〉로 해리슨이 자신도 모르는 사이에 스튜디오 시연을 녹음했으며, 이 시연은 폴 비버와의 다가오는 음반에 포함시킬 예정이었던 아이디어를 포함시켰다고 말했다. 《Electronic Sound》의 커버 삽화는 해리슨이 그린 그림에서 따왔다. 앞면 커버에는 모그 콘솔을 운영하는 크라우스의 모습이 그려져 있으며, 뒷면에는 당시 애플에 있는 데릭 테일러의 사무실과 회사를 괴롭히는 압력이 그려져 있다.
이 음반은 많은 록 비평가들로부터 좋지 않은 반응을 받았고, 이 작가들은 이 음반이 초점이 없고, 비정형적이며, 무작위적인 소리로 구성되어 있다고 치부한다. 일부 해설자와 음악가들은 이 시스템이 초창기였던 시기에 모그의 소닉 잠재력을 보여주는 모험적인 작품이라고 판단한다. 미국과 캐나다에서는 두 트랙이 서로 교환된 상태에서 LP가 눌려져 있어 작품의 정체성에 대한 혼선이 빚어졌다. 1996년 이 음반의 CD 발매에 대한 주문이 수정되었다. 2014년 재발행에는 아버지의 작품에 대한 다니 해리슨의 설명과 함께 케빈 하울렛과 일렉트로니카 음악가 톰 로울랜즈의 에세이가 포함되어 있다.

## 곡 목록
모든 곡들은 조지 해리슨에 의해 작곡하였다. 미국과 캐나다 LP 프레싱들은 녹음 순서를 잘못 바꿨지만 타이틀은 바꾸지 않았다.
| #  | 제목                      | 재생 시간 |
| -- | ------------------------- | --------- |
| 1. | 〈Under the Mersey Wall〉 | 18:41     |

| #  | 제목                 | 재생 시간 |
| -- | -------------------- | --------- |
| 2. | 〈No Time or Space〉 | 25:10     |